# David Teniers II
David Teniers II, ook David Teniers de Jonge genoemd (gedoopt te Antwerpen, 15 december 1610 – Brussel, 25 april 1690), was een Vlaamse barokschilder. Hij werkte in vele genres, inclusief landschappen, portretten, genrestukken, kunstverzamelingen en stillevens. Hij was schilder aan het Brussels hof en conservator van de kunstverzameling van aartshertog Leopold Willem van Oostenrijk.
Hij werkte merendeels te Antwerpen en Brussel, maar woonde vanaf 1662 in Perk. Zijn vader en zijn zoon heetten ook beiden David Teniers en waren beiden schilders van een zekere bekendheid, ook al zijn zij nooit zo beroemd geworden als David Teniers de Jonge. Zijn jongere broer Abraham Teniers was ook schilder en werkte samen met hem.

## Levensloop
David Teniers II was de oudste zoon van de schilder David Teniers en Dymphna de Wilde. Hij bracht zijn kindertijd door in de Vuilestraat (nu: Otto Veniusstraat) in Antwerpen tot 1628, het jaar waarin zijn vader in zware financiële moeilijkheden kwam.
Hij ging vanaf 1626 in de leer bij zijn vader en werd zijn medewerker. Zij werkten samen aan een cyclus over de geschiedenis en Val van Troje. Hij werd in 1632 opgenomen als meester in de Sint-Lucasgilde en had al spoedig een eerste leerling, namelijk Michiel Bergani. Teniers ondernam in 1635 een reis naar Engeland en kreeg er de opdracht voor een cyclus van religieuze onderwerpen.

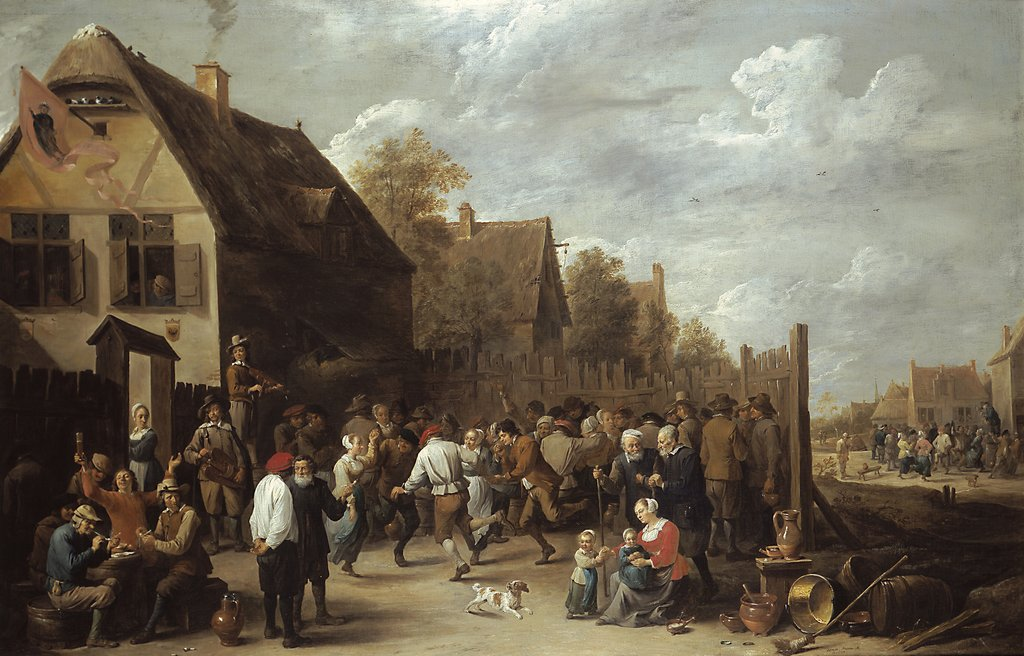
Kermis

In 1637 trouwde hij in de Sint-Jacobskerk met Anna Brueghel, de zeventienjarige dochter van Jan Brueghel de Oude. Getuigen waren Peter Paul Rubens en Paul van Halmale. Zijn eerste zoon, David Teniers III, werd geboren in 1638. Zijn dooptante was Hélène Fourment, de tweede echtgenote van Rubens. Hij werd in 1639 aangesteld als kapelmeester in de Sint-Jacobskerk. Zijn dochter Cornelia werd geboren in 1640. In hetzelfde jaar werd hij lid van de Rederijkerskamer "Liefhebbers van de Violieren". In 1642 ging het gezin wonen in het vroegere huis van Jan Brueghel de Oude. In 1643 werd hij lid van de schuttersgilde en schilderde "Het Gilde van de Oude Voetboog op de Grote Markt".
In 1651 vertrok hij naar Brussel, waar hij een tweede beroep uitoefende: beheerder van de schilderijencollectie van de landvoogd der Spaanse Nederlanden aartshertog Leopold Willem van Oostenrijk. De kunstwerken van deze collectie zouden later een deel van de basisverzameling van het Kunsthistorisch Museum van Wenen vormen. Hij had reeds in 1647 opdrachten voor hem uitgevoerd. Ditmaal kwam hij ook wonen in Brussel, namelijk in het Ravensteyngebouw vlak bij het hof van de aartshertog. Als beheerder van de collectie van de landvoogd maakte Teniers reizen om nieuwe kunstwerken aan te kopen.  Hij schilderde ook verschillende versies van de Aartshertog Leopold Wilhelm in zijn Galerij in Brussel. Het is niet zeker of de hierop afgebeelde werken waarheidsgetrouw zijn weergegeven. Hij maakte van de werken in de collectie een luxueus geïllustreerde catalogus: "Theatrum pictorium in quo extribuntur ipsius manu, eiusque cura in aes incisae picturae architipae iltalicae quas archidux in pinacothecam suam Bruxellis collegit". Het werk verscheen pas in 1660 in vier talen: Latijn, Nederlands, Spaans en Frans. Veertien graveurs werkten hieraan mee en produceerden de 247 etsen van de catalogus. Hij schilderde tevens de meesterwerken van de aartshertog na in olieverf op kleinere panelen. Vele graveurs konden zich dan hierop baseren om een getrouwe kopie te maken in zwart-wit. David Teniers II werd ten laatste in 1655 benoemd tot kamerheer van de aartshertog.

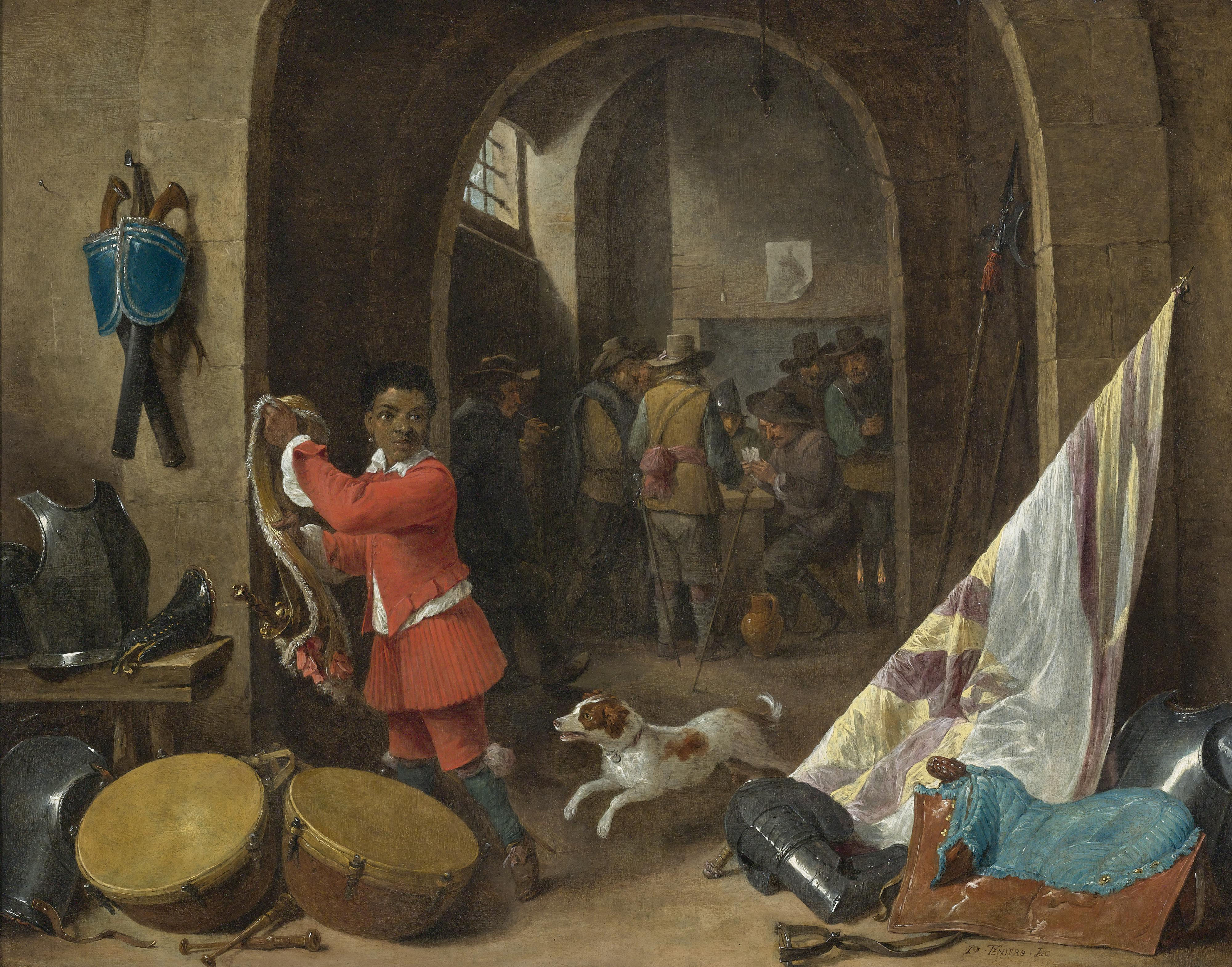
Wachtkamerinterieur, ca. 1645

Anna Breughel overleed op 11 mei 1656 en werd begraven in de kerk van Sint-Jacob-op-Koudenberg in Brussel. Reeds in hetzelfde jaar hertrouwde Teniers met Isabella de Fren, de 32-jarige dochter van Andries de Fren, secretaris van de Raad van Brabant. Er wordt wel gesuggereerd dat Teniers' voornaamste motief om met de 'oude vrijster' te trouwen haar nogal verheven positie in de maatschappij was. Zijn tweede vrouw bracht hem ook een grote bruidsschat mee. Het echtpaar kreeg vier kinderen, twee zonen en twee jongens. De houding van zijn tweede vrouw ten opzichte van Teniers' kinderen uit zijn eerste huwelijk zou de familie later in juridische gevechten verdelen. Teniers diende een verzoekschrift in bij de koning van Spanje om tot de aristocratie te worden toegelaten, maar zag daarvan af toen als voorwaarde werd gesteld dat hij het schilderen voor geld moest opgeven.
Teniers zou, na het vertrek van de aartshertog naar Wenen, ook de hofschilder worden van diens opvolger, Don Juan van Oostenrijk. Voor diens opvolger, Marqués de Caracena, was Teniers niet langer de hofschilder, maar ze gingen wel op vriendschappelijke voet met elkaar om. In 1661 stuurde hij zoon David Teniers III naar het hof van de Spaanse koning Filips IV, waar deze zou verblijven tot 1663.
Hij speelde een belangrijke rol bij de oprichting van de Antwerpse Academie (1663), meteen ook de vierde oudste kunstschool van Europa. Het schilderij "Stichting van de Academie. Koning Filips IV overhandigt de vrijbrieven aan David Teniers" van Nicaise de Keyser bevindt zich in het KMSKA.
In april 1676 woonde hij in de "Isabellestraet aan de Jodentrappen". Op 21 april van datzelfde jaar adviseerde Teniers in Zemst Constantijn Huygens de Jonge, de secretaris van prins Willem III, over bepaalde tekeningen die hij maakte van het Kasteel van Relegem aldaar.
Zijn vrouw Isabella overleed in 1686 in zijn landgoed De Dry Torens in Perk.

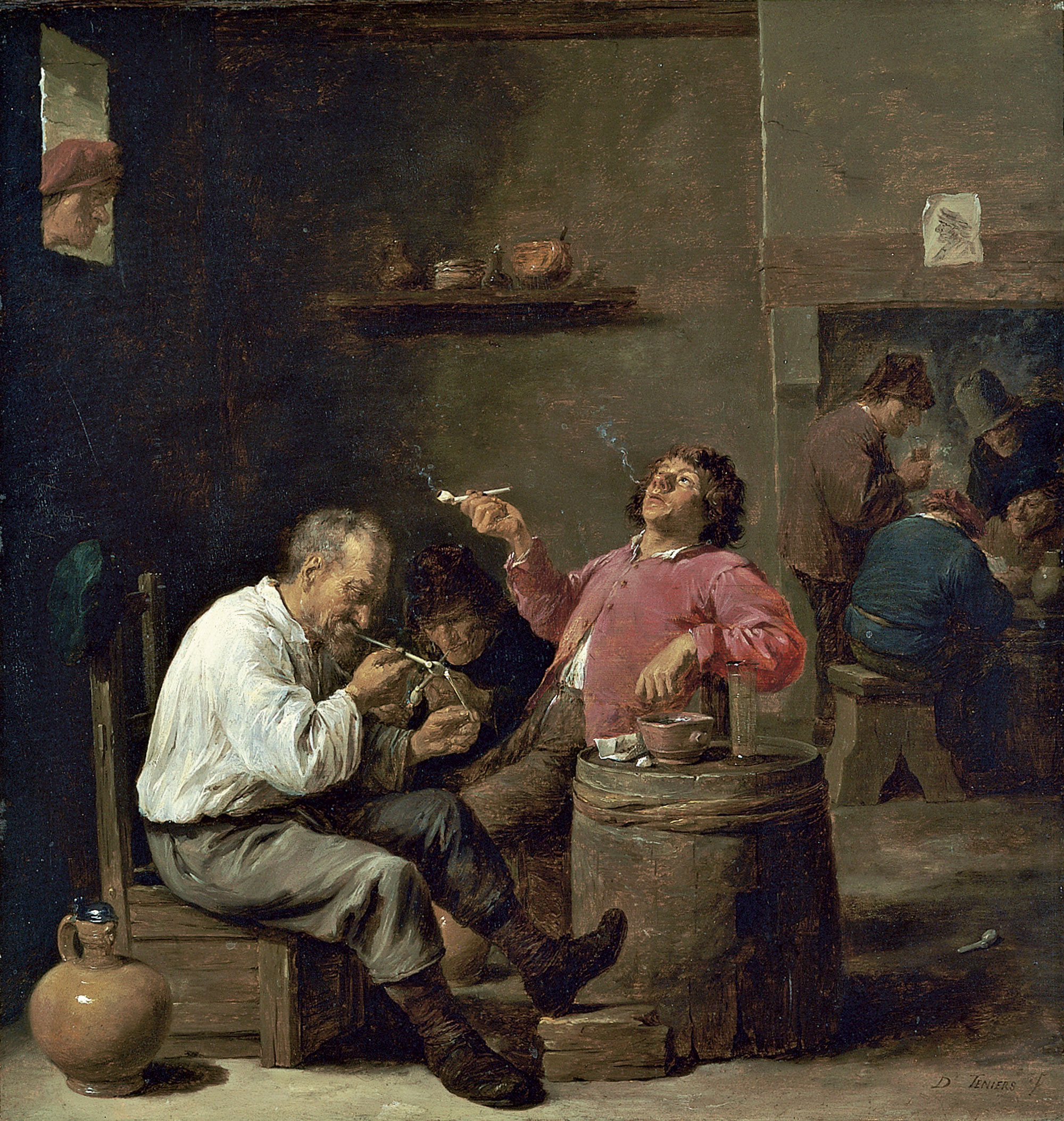
Rokers in een interieur, ca. 1637

Hij overleed op 25 april 1690 en werd begraven in Brussel naast zijn eerste vrouw, Anna, en zijn zoon David Teniers III (overleden in 1685).

## Werk

### Algemeen
Teniers was buitengewoon productief: er wordt aangenomen dat de kunstenaar ongeveer tweeduizend schilderijen heeft geschilderd. Hij schilderde in vele genres, inclusief taferelen van het boerenleven, korpegaardjes, portretten, landschappen, stillevens, singeries en religieuze afbeeldingen. Hij was zeer veelzijdig en beoefende alle genres die toen in Vlaanderen gangbaar waren, zoals historie, genre, landschap, portret en stilleven.
Teniers is vooral bekend om de ontwikkeling van het boerengenre, de herbergscène en scènes met alchemisten en medici. Hij schilderde ook veel religieuze scènes, waaronder zijn vele composities met als onderwerp de Verzoeking van de heilige Antonius en kluizenaars in grotten of woestijnen.

### Evolutie
De vroege werken van Teniers vertonen de invloed van Elsheimer. Deze invloed werd op hem overgebracht via zijn vader, die in Rome bij Elsheimer had gestudeerd en als een volgeling van Elsheimer wordt beschouwd. Elsheimer was vooral bekend om zijn kleine kabinetsschilderijen die gekenmerkt werden door hun vernieuwende behandeling van landschap en lichteffecten.

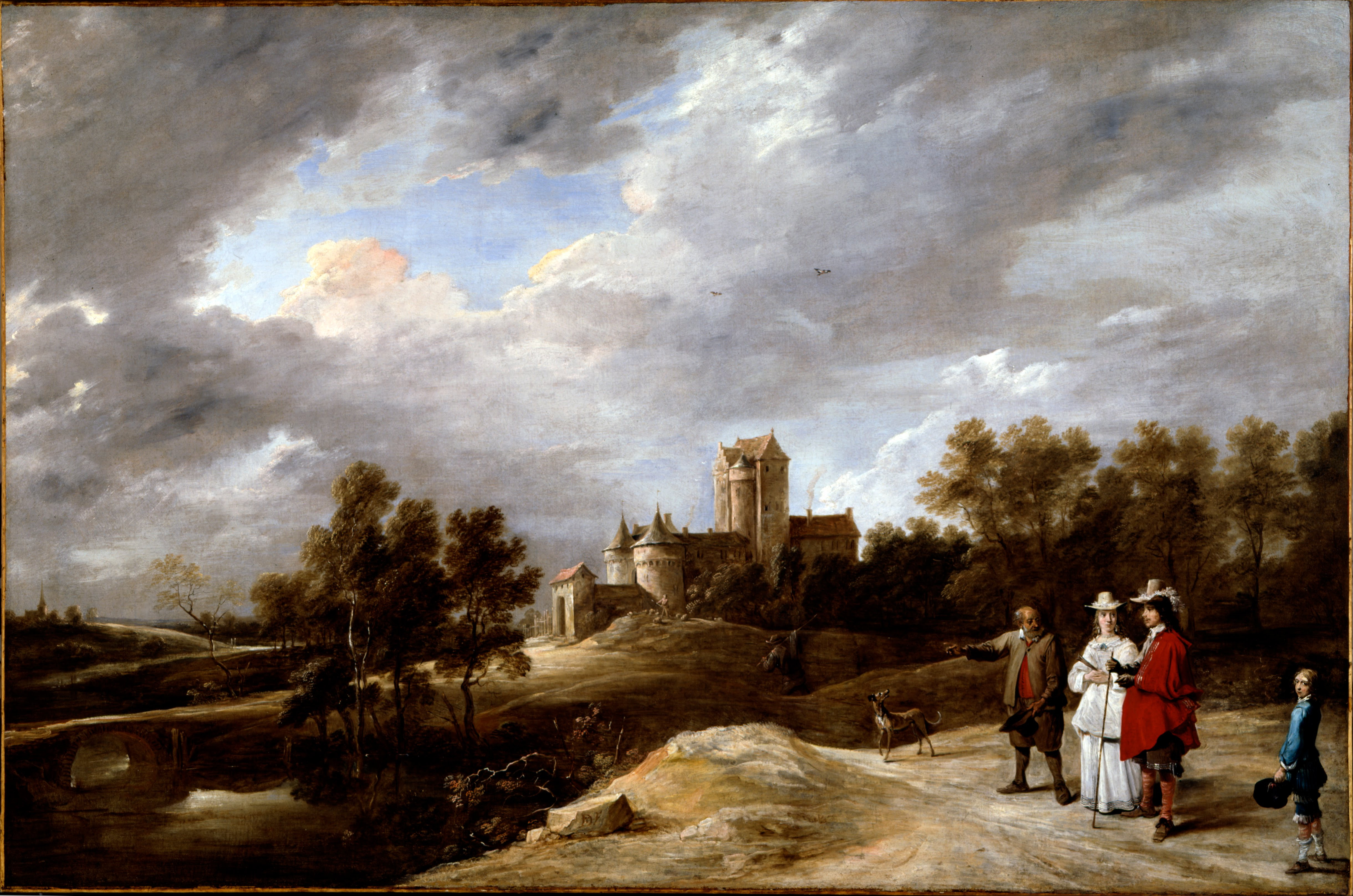
De eigenaren voor hun kasteel, ca. 1650

Een andere belangrijke invloed op het vroege werk van David Teniers de Jonge was het werk van de Vlaamse schilder Adriaen Brouwer. Adriaen Brouwer werkte van het midden van de jaren 1620 tot het midden van de jaren 1630 in Antwerpen, na een langdurig verblijf in Haarlem. Hij was een belangrijke vernieuwer van de genreschilderkunst door zijn levendige afbeeldingen van boeren, soldaten en andere mensen uit de 'lagere klasse', die hij liet zien terwijl ze dronken, rookten, kaartten of dobbelden, vochten, muziek maakten enz. meestal in taveernes of rustieke omgevingen. Brouwer droeg ook bij aan de ontwikkeling van het genre van de tronie, d.w.z. hoofd- of gelaatsstudies, waarin variëteiten van expressie worden onderzocht.  Teniers' vroege werk tot het eind van de jaren dertig stond qua onderwerp, techniek, kleur en compositie zeer dicht bij dat van Brouwer. Van Brouwer nam hij de grove typen over, geplaatst in de karakteristieke rokerige, schemerig verlichte taveernes. Ook deze onderwerpen behandelde hij met dezelfde monochrome tonaliteit als Brouwer.

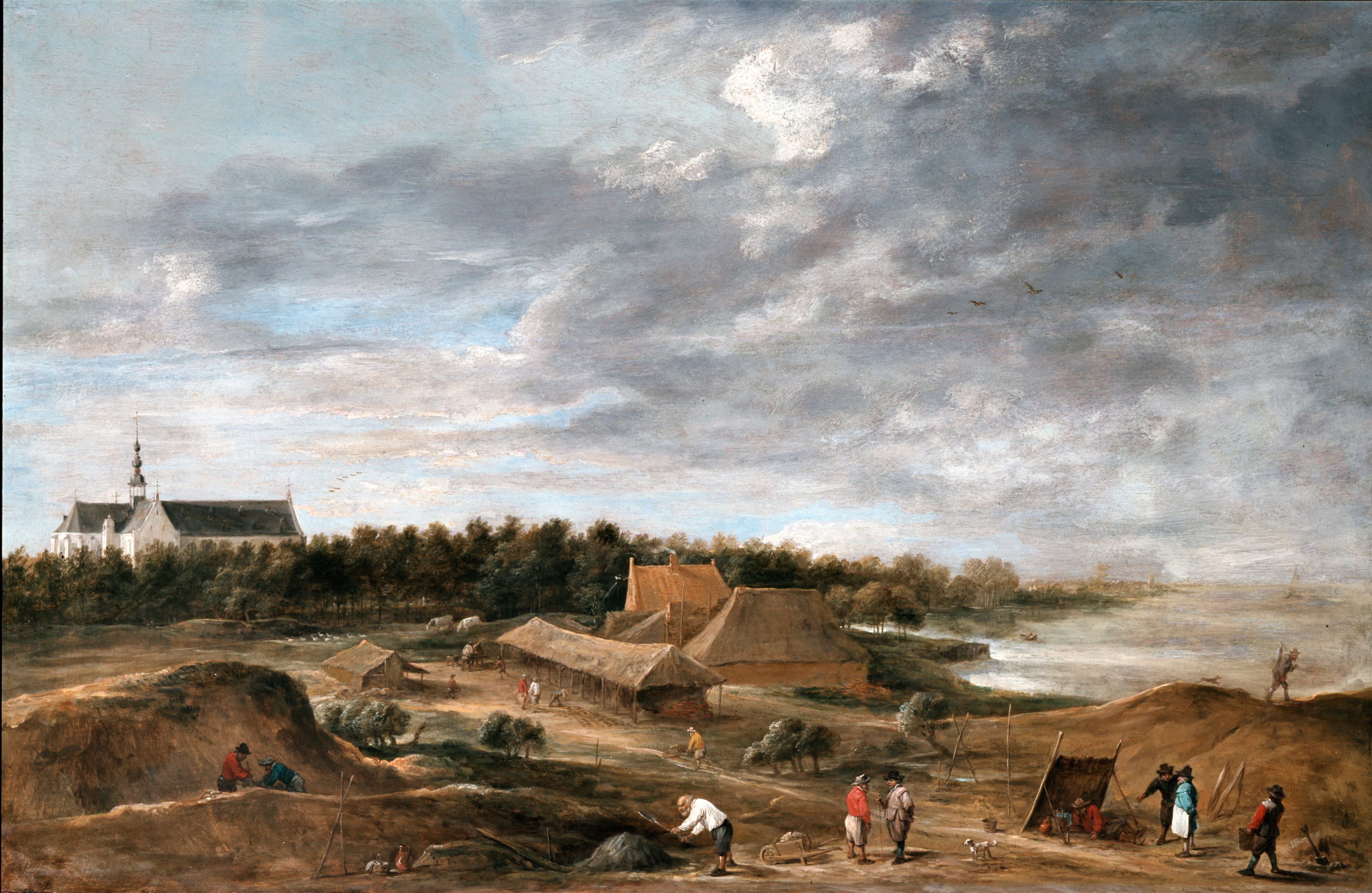
Steenbakkers bij Hemiksem

De persoonlijke stijl van Teniers was van meet af aan zichtbaar. Een belangrijk onderscheid was dat Teniers, in tegenstelling tot Brouwer die deze genretaferelen vooral binnenshuis plaatste, de taferelen geleidelijk aan naar de open lucht verplaatste en vanaf de jaren 1640 het landschap een belangrijke plaats in zijn werk begon te geven. Deze ontwikkeling was wijd verbreid in de Vlaamse schilderkunst van die tijd. De rokerige en monochrome tonaliteit van de interieurs uit de jaren 1630 werd vervangen door een heldere, zilverachtige atmosfeer, waarin de boeren op hun gemak zitten te converseren of te kaarten. Deze schilderijen laten een radicale verschuiving zien naar een positievere houding ten opzichte van het plattelandsleven en de boerenstand dan in zijn eerdere, door Brouwer beïnvloede satirische stukken tot uiting kwam.
Teniers' latere werken, zoals zijn Vlaamse kermesse (1652, Koninklijke Musea voor Schone Kunsten van België, Brussel) baden in een idyllische arcadische geest. De boerenfiguren hebben hun lompe uiterlijk verloren en mensen uit de hogere sociale klassen zijn nu vermengd met het gewone volk. De nieuwe status van de kunstenaar als hofschilder van aartshertog Leopold Wilhelm vanaf 1651 kan hebben bijgedragen tot deze "gentrificatie" van zijn werk. Dit soort landelijke taferelen werd zeer populair. In veel van Teniers' late schilderijen wordt de opwinding van zijn vroegere boerenfeesten geleidelijk vervangen door verstilde taferelen die slechts door enkele menselijke figuren worden bevolkt. In deze latere periode hanteerde Teniers ook een meer schilderkunstige en lossere stijl.
Teniers' taferelen met boeren waren zo bekend dat composities met dit onderwerp 'tenierkens' werden genoemd en wandtapijten met boerentaferelen werden aangeduid als 'Teniers wandtapijten'. Teniers ontwierp zelf geen Teniers wandtapijten. Slechts enkele van deze wandtapijten kunnen rechtstreeks in verband worden gebracht met werken van Teniers. De Teniers wandtapijten waren bijzonder populair vanaf het laatste derde deel van de 17de eeuw tot ver in de 18de eeuw. Deze wandtapijten werden geweven door vele Brusselse wevers en ook in andere centra zoals Rijsel, Oudenaarde, Beauvais en Madrid.0

### Schilderijen van kunstgalerijen
Teniers schilderde 10 schilderijen die de kunstverzameling van de aartshertog Leopold Wilhelm in Brussel voorstellen. Hiervan zijn er slechts drie gedateerd. Negen zijn geschilderd op doek en één op koper. Aangenomen wordt dat de schilderijen een fictieve ruimte voorstellen en niet de werkelijke locatie van de kunstverzameling van de aartshertog in zijn paleis in Brussel. Van de afgebeelde schilderijen is echter bekend dat ze deel uitmaakten van de aartshertogelijke collectie.

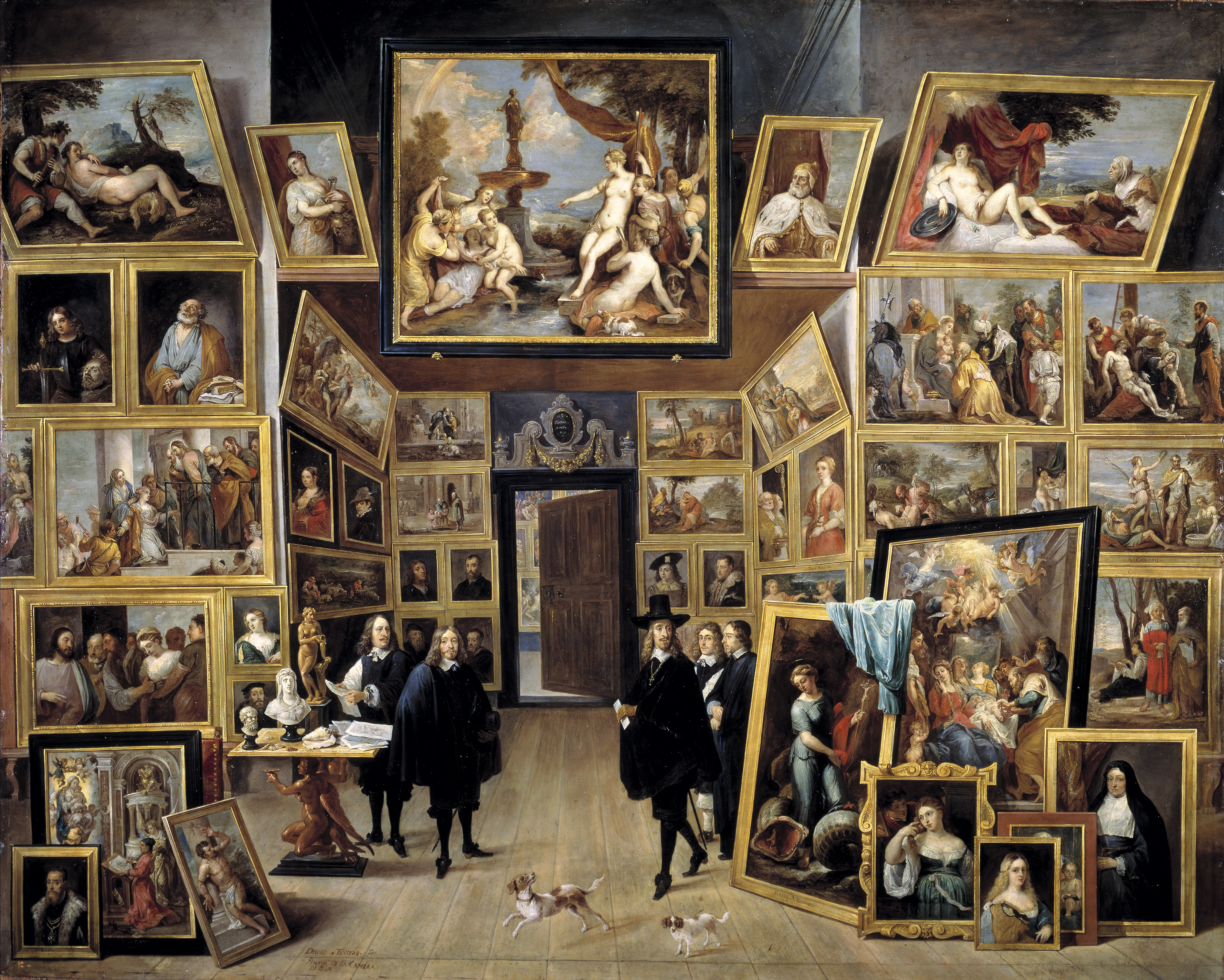
Aartshertog Leopold Wilhelm in zijn galerij te Brussel, ca. 1647-51

Teniers' schilderijen van de kunstverzameling van de aartshertog vallen in een genre dat kan omschreven worden als 'schilderijen van kunstgalerijen' of 'schilderijen van kunstverzamelingen'. Schilderijen in dit genre stellen meestal grote zalen voor waarin vele schilderijen en andere kostbaarheden in een elegante omgeving worden tentoongesteld. De Antwerpse kunstenaars Jan Brueghel de Oude en Frans Francken de Jonge waren de eersten die in de jaren 1620 schilderijen maakten van kunst- en rariteitenverzamelingen. Het genre werd verder ontwikkeld door Hieronymus Francken de Jonge, Willem van Haecht en Hendrik Staben. Het genre werd onmiddellijk populair in Antwerpen, waar veel kunstenaars het in Teniers' tijd beoefenden: onder hen kunstenaars als Jan Brueghel de Jonge, Cornelis de Baellieur, Hans Jordaens, Gonzales Coques, Jan van Kessel de Oude en Hieronymus Janssens. Tot de latere beoefenaars behoorden Teniers' vermoedelijke leerling Gillis van Tilborgh en ook Wilhelm Schubert van Ehrenberg, Jacob de Formentrou en Balthasar van den Bossche.

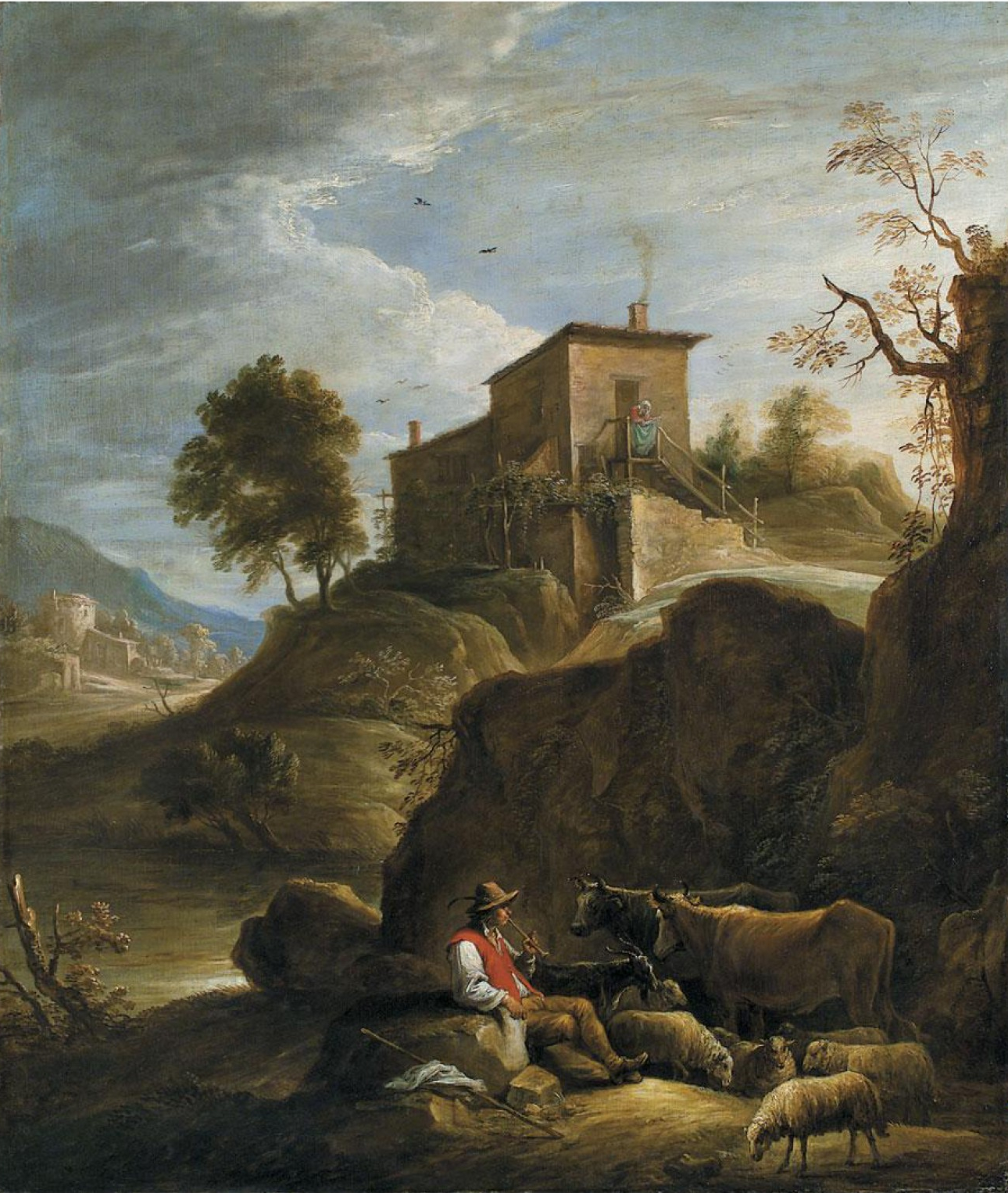
Pastoraal landschap met een herder die fluit speelt bij een waterval

Teniers speelde een belangrijke rol in de ontwikkeling van dit genre en zijn schilderijen van de collectie van aartshertog Leopold Wilhelm uit het midden van de 17de eeuw behoren tot de beroemdste voorbeelden van het genre. De vroegste werken in dit genre beeldden kunstvoorwerpen af samen met andere voorwerpen, zoals wetenschappelijke instrumenten of merkwaardige natuurlijke specimens. Deze schilderijen gaven uitdrukking aan de vroegmoderne cultuur van nieuwsgierigheid, waarin kunstwerken en wetenschappelijke instrumenten werden samengebracht in zogenaamde rariteitenkabinetten. De personen die de galerijen in deze vroege werken bevolken, zijn 'virtuozen' die net zo graag wetenschappelijke instrumenten bespreken als een kunstwerk bewonderen. In het midden van de 17de eeuw veranderde Teniers het genre door niet langer rariteitenkabinetten af te beelden, maar kunstgalerijen, en met name de collectie van aartshertog Leopold Wilhelm. In de laatste fase van het genre, van ca. 1660 tot 1690, gingen kunstenaars zoals Teniers' leerling Gillis van Tilborgh verder door voorwerpen die geen kunst waren uit de galerie te verwijderen en in de kunstgalerij personages plaatsen die aanspraak konden maaken op een elitestatus op grond van hun kennis van en, in het geval van kunstenaars, hun vermogen om kunst te maken.

### Landschapschilderkunst
In het begin van de jaren 1640 begon Teniers meer landschapsschilderijen te maken, waarin hij een eigen beeldtaal ontwikkelde. Hij begon zich te richten op het Vlaamse landschap als onderwerp op zich en niet alleen als achtergrond voor zijn boerentaferelen. In zijn landschappen besteedde hij bijzondere aandacht aan het gevarieerde licht van het Vlaamse platteland bij verschillende weersomstandigheden. In zijn Rivierlandschap met regenboog schilderde hij ijle, donkere wolken, met strepende zonnestralen die door de regen heen prikken en een regenboog op de achtergrond. Samen met Rubens was Teniers een van de eerste Vlaamse 17de-eeuwse kunstenaars die regenbogen in zijn composities opnam. Dat was niet vanwege een religieuze of allegorische betekenis, maar eerder als een middel om zijn zorgvuldige studie van de natuur te etaleren. Andere voorbeelden hiervan zijn andere werken uit het midden van de jaren 1640 zoals De oogst (Hermitage Museum). Teniers beeldde zowel reële als imaginaire landschappen uit. Hoewel het niet zijn bedoeling was dat deze werken topografisch accuraat zouden zijn, bracht hij veel tijd door met schetsen op het platteland. Dit verklaart waarom bepaalde motieven terugkeren in zijn landschapsoeuvre.

### Invloed

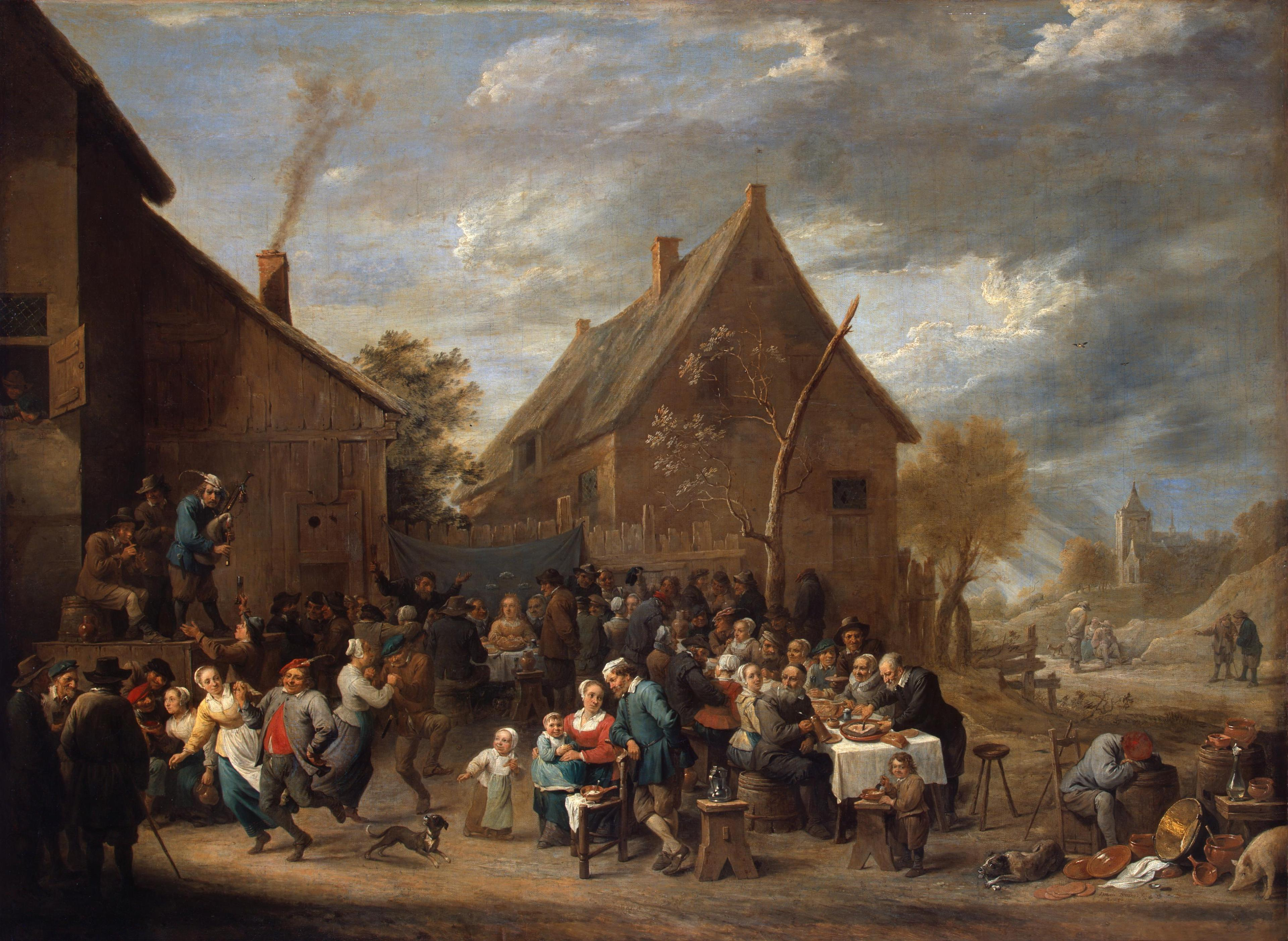
Boerenbruiloft, 1650

Teniers' genreschilderijen waren van invloed op de noordelijke schilders van de 17e eeuw.  Zijn werk was gemakkelijk toegankelijk voor andere kunstenaars omdat hij een van de meest gereproduceerde kunstenaars van zijn tijd was en prenten naar zijn werk in grote hoeveelheden werden geproduceerd. In Vlaanderen beïnvloedde hij zijn leerling Gillis van Tilborgh en David Rijckaert III. In de Republiek der Zeven Verenigde Nederlanden werden Thomas Wijck, Frans van Mieris de Oude, Jacob Toorenvliet en Cornelis Bega beïnvloed door zijn scènes met alchemisten.
In de 18de eeuw wedijverden Parijse verzamelaars om Teniers' werken in handen te krijgen. Zij kenden de kunstenaar vooral van zijn geïdealiseerde taferelen van het plattelandsleven, schilderijen van dorpsfeesten, interieurs met boeren en wachtkamertaferelen.  Het werk van Teniers werd zeer bewonderd door Franse schilders uit die tijd, met name Antoine Watteau. Zonder de invloed van Teniers is het onwaarschijnlijk dat Watteau zijn typische stijl en onderwerpen zou hebben ontwikkeld. Met name de dorpsfeesten van Teniers hadden Watteau de weg gewezen bij de ontwikkeling van zijn fêtes galantes, waarop figuren in bal- of maskeradekostuums zich amoureus vermaakten in een parkachtige omgeving.  In de 18e eeuw werd Watteau algemeen omschreven als de 'Franse Teniers', waaruit blijkt dat de vergelijking tussen de twee kunstenaars heeft bijgedragen tot Watteau's succes. Andere Franse schilders uit deze tijd die beïnvloed werden door Teniers zijn onder meer Jean-Baptiste Siméon Chardin, Étienne Jeaurat en Jean-Baptiste Greuze. Sommige kunsthistorici zien een direct verband tussen Teniers' Een schoenlapper in zijn werkplaats en Chardin's Kanarie op basis van zowel thematische als compositorische overeenkomsten.

### Andere werken

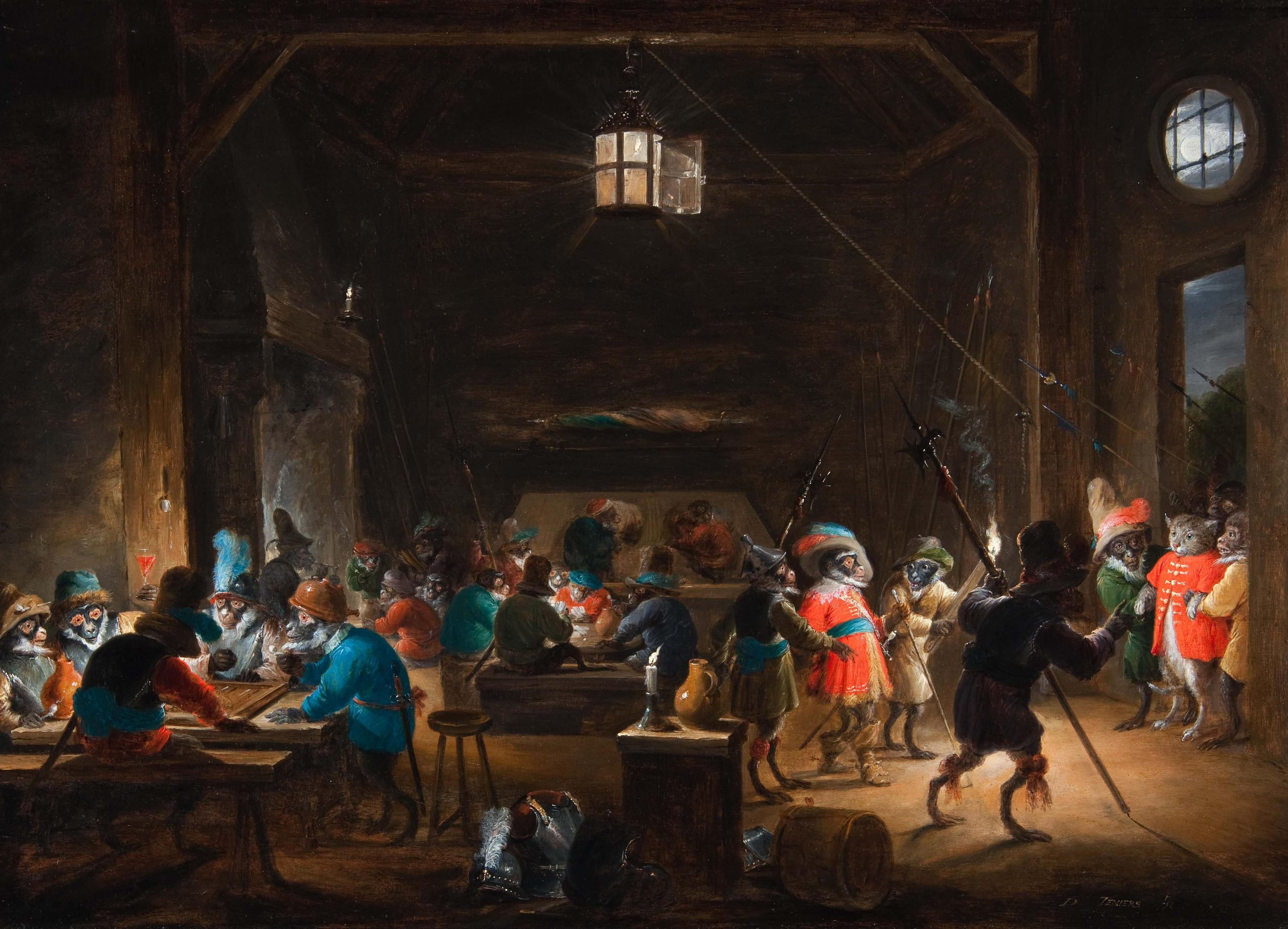
Apenkortegaard
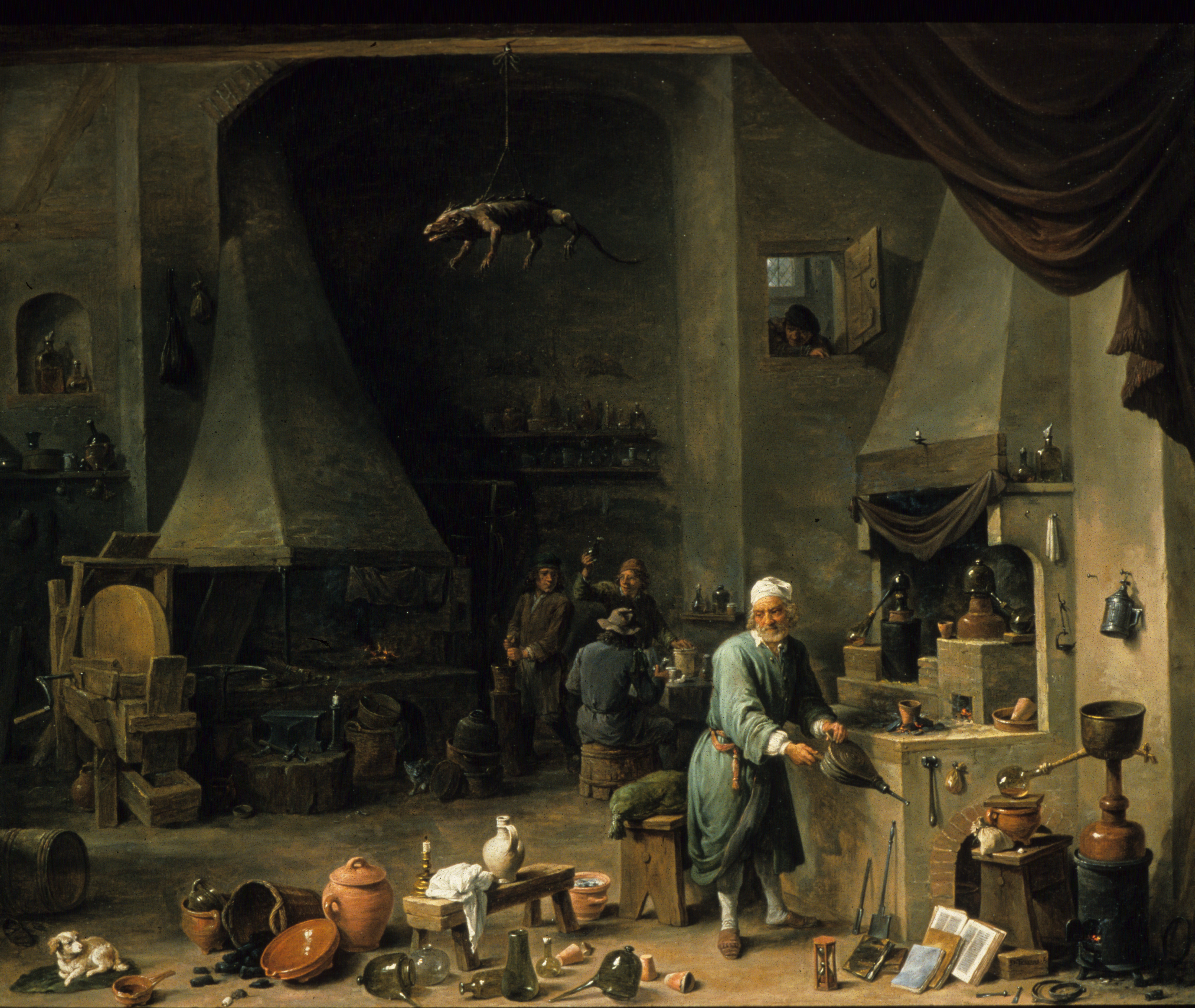
Een alchemist in zijn laboratorium
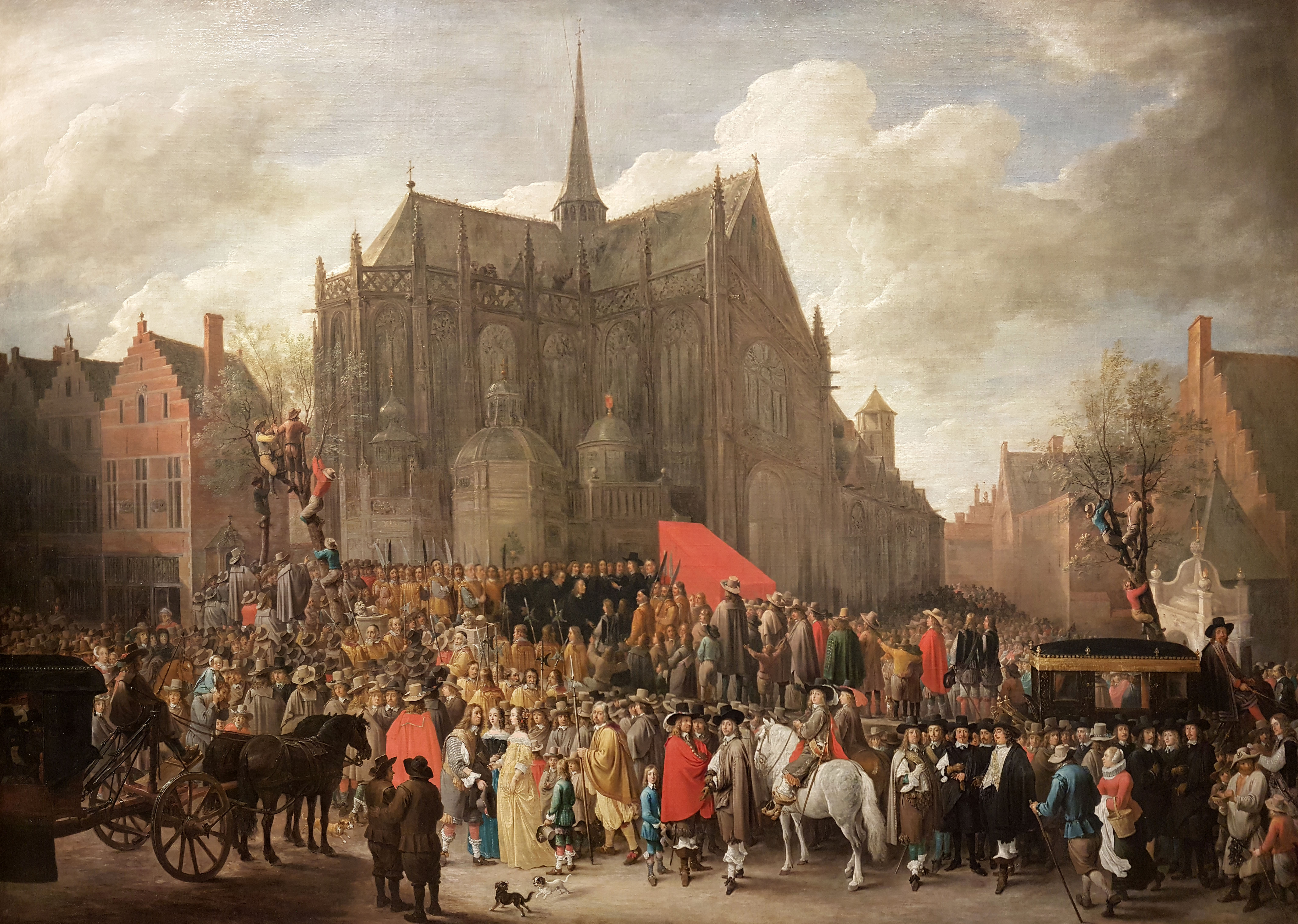
Schieting te Brussel, 1652
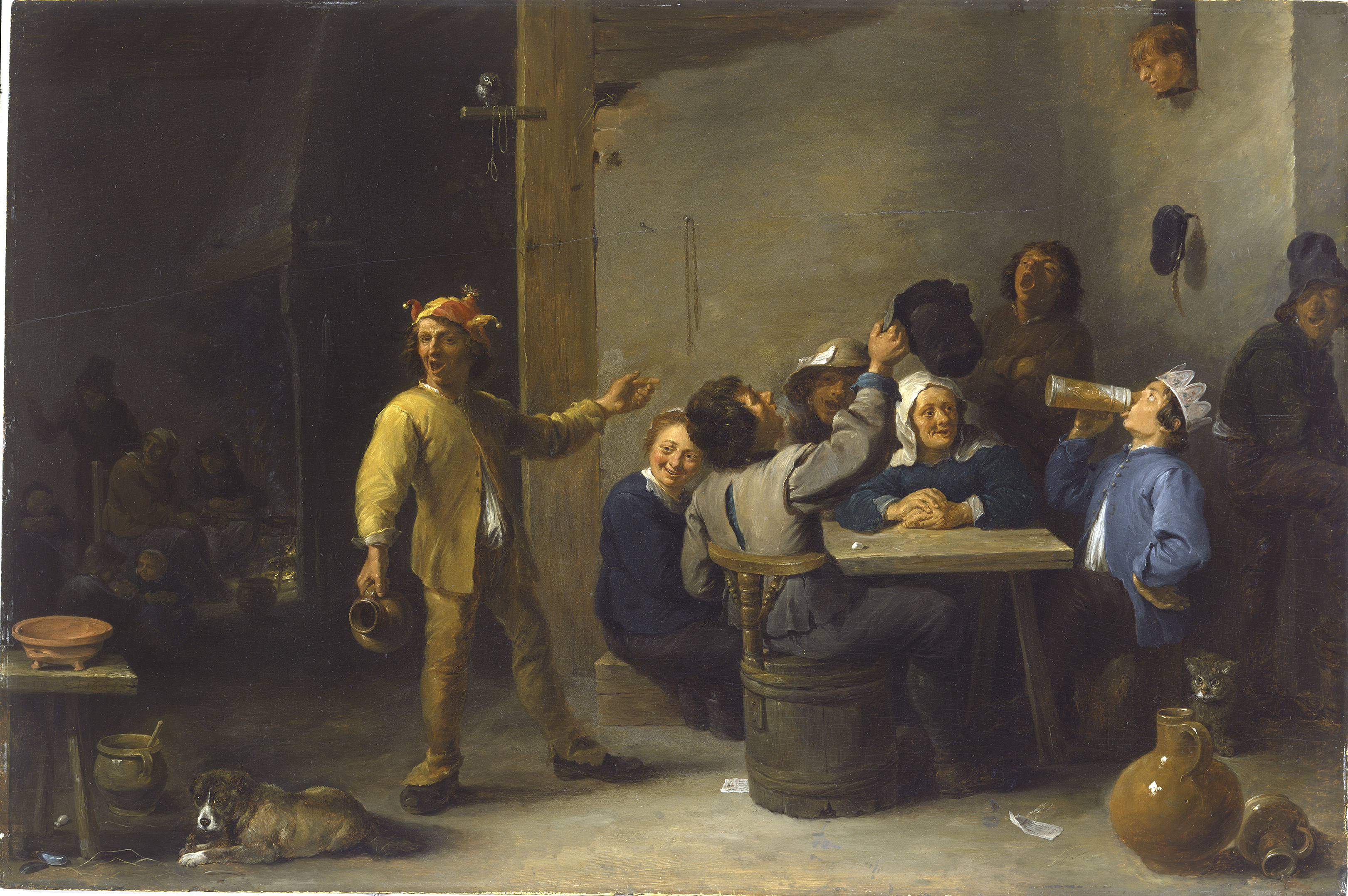
De koning drinkt, 1635
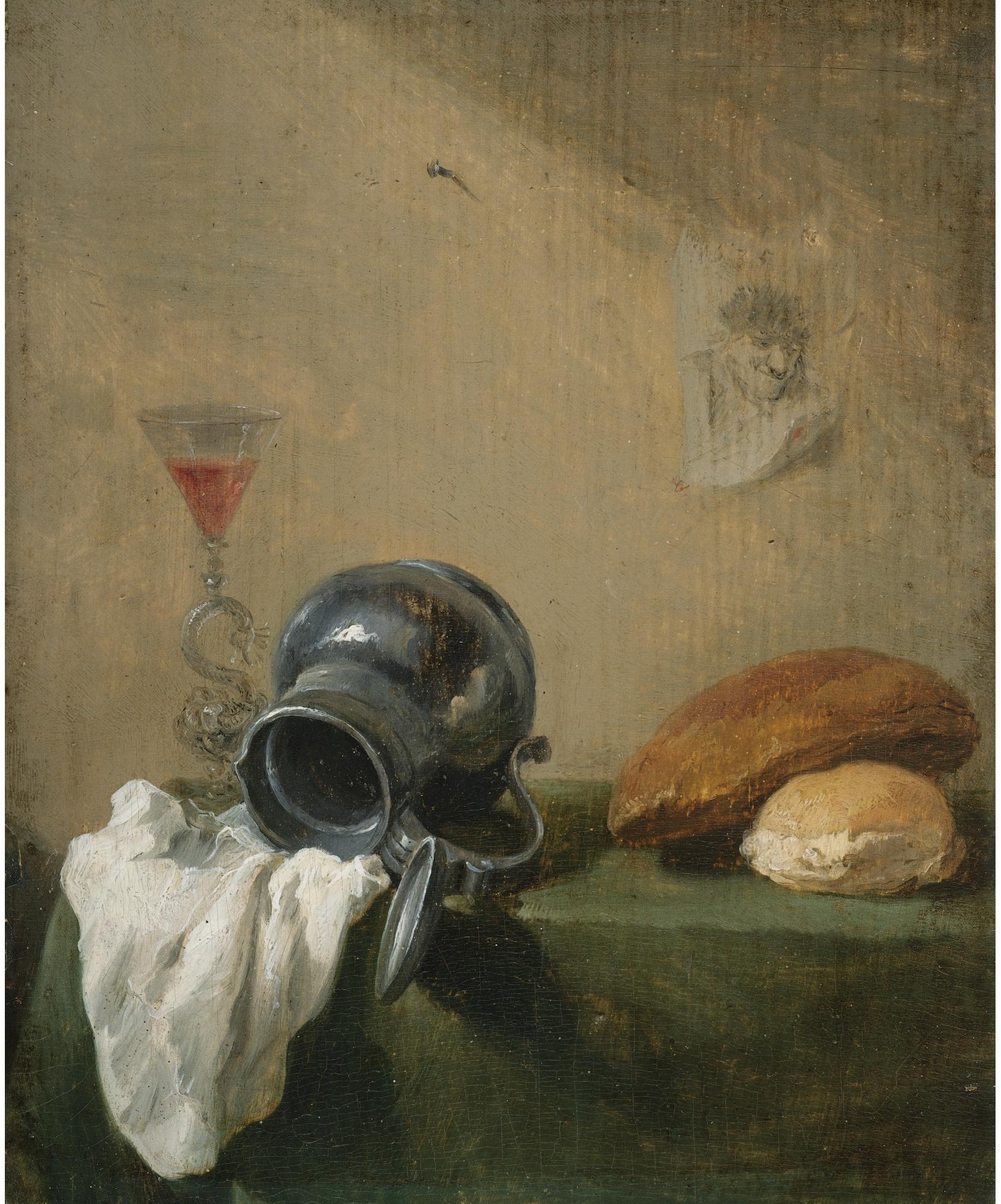
Stilleven met omgevallen kruik

## Teniers' schoonfamilie
|                                                      |                                                      |                                                      |                                                      | Pieter Bruegel de Oude ca 1525-1569 de Boerenbrueghel |                                                      |  |  |                                                     |                                                     |                                                     |                                                     |                                                     |                                                     |  |  |                         |                         |                         |                         |                             |                             |                             |                             |                             |                             |                            |                            |                            |                            |  |  |                           |                           |                           |                           |                           |                           |  |  |  |  |  |  |  |  |  |  |  |  |  |  |  |  |  |  |
|                                                      |                                                      |                                                      |                                                      |                                                       |                                                      |  |  |                                                     |                                                     |                                                     |                                                     |                                                     |                                                     |  |  |                         |                         |                         |                         |                             |                             |                             |                             |                             |                             |                            |                            |                            |                            |  |  |                           |                           |                           |                           |                           |                           |  |  |  |  |  |  |  |  |  |  |  |  |  |  |  |  |  |  |
|                                                      |                                                      |                                                      |                                                      |                                                       |                                                      |  |  |                                                     |                                                     |                                                     |                                                     |                                                     |                                                     |  |  |                         |                         |                         |                         |                             |                             |                             |                             |                             |                             |                            |                            |                            |                            |  |  |                           |                           |                           |                           |                           |                           |  |  |  |  |  |  |  |  |  |  |  |  |  |  |  |  |  |  |
| Pieter Brueghel de Jonge 1564-1638 de Helse Brueghel | Pieter Brueghel de Jonge 1564-1638 de Helse Brueghel | Pieter Brueghel de Jonge 1564-1638 de Helse Brueghel | Pieter Brueghel de Jonge 1564-1638 de Helse Brueghel | Pieter Brueghel de Jonge 1564-1638 de Helse Brueghel  | Pieter Brueghel de Jonge 1564-1638 de Helse Brueghel |  |  | Jan Brueghel de Oude 1568-1625 de Fluwelen Brueghel | Jan Brueghel de Oude 1568-1625 de Fluwelen Brueghel | Jan Brueghel de Oude 1568-1625 de Fluwelen Brueghel | Jan Brueghel de Oude 1568-1625 de Fluwelen Brueghel | Jan Brueghel de Oude 1568-1625 de Fluwelen Brueghel | Jan Brueghel de Oude 1568-1625 de Fluwelen Brueghel |  |  |                         |                         |                         |                         |                             |                             |                             |                             | David Teniers I 1592-1649   | David Teniers I 1592-1649   | David Teniers I 1592-1649  | David Teniers I 1592-1649  | David Teniers I 1592-1649  | David Teniers I 1592-1649  |  |  |                           |                           |                           |                           |                           |                           |  |  |  |  |  |  |  |  |  |  |  |  |  |  |  |  |  |  |
| Pieter Brueghel de Jonge 1564-1638 de Helse Brueghel | Pieter Brueghel de Jonge 1564-1638 de Helse Brueghel | Pieter Brueghel de Jonge 1564-1638 de Helse Brueghel | Pieter Brueghel de Jonge 1564-1638 de Helse Brueghel | Pieter Brueghel de Jonge 1564-1638 de Helse Brueghel  | Pieter Brueghel de Jonge 1564-1638 de Helse Brueghel |  |  | Jan Brueghel de Oude 1568-1625 de Fluwelen Brueghel | Jan Brueghel de Oude 1568-1625 de Fluwelen Brueghel | Jan Brueghel de Oude 1568-1625 de Fluwelen Brueghel | Jan Brueghel de Oude 1568-1625 de Fluwelen Brueghel | Jan Brueghel de Oude 1568-1625 de Fluwelen Brueghel | Jan Brueghel de Oude 1568-1625 de Fluwelen Brueghel |  |  |                         |                         |                         |                         |                             |                             |                             |                             | David Teniers I 1592-1649   | David Teniers I 1592-1649   | David Teniers I 1592-1649  | David Teniers I 1592-1649  | David Teniers I 1592-1649  | David Teniers I 1592-1649  |  |  |                           |                           |                           |                           |                           |                           |  |  |  |  |  |  |  |  |  |  |  |  |  |  |  |  |  |  |
|                                                      |                                                      |                                                      |                                                      |                                                       |                                                      |  |  |                                                     |                                                     |                                                     |                                                     |                                                     |                                                     |  |  |                         |                         |                         |                         |                             |                             |                             |                             |                             |                             |                            |                            |                            |                            |  |  |                           |                           |                           |                           |                           |                           |  |  |  |  |  |  |  |  |  |  |  |  |  |  |  |  |  |  |
| Ambrosius Brueghel 1617-1675                         | Ambrosius Brueghel 1617-1675                         | Ambrosius Brueghel 1617-1675                         | Ambrosius Brueghel 1617-1675                         | Ambrosius Brueghel 1617-1675                          | Ambrosius Brueghel 1617-1675                         |  |  | Jan Brueghel de Jonge 1601-1678                     | Jan Brueghel de Jonge 1601-1678                     | Jan Brueghel de Jonge 1601-1678                     | Jan Brueghel de Jonge 1601-1678                     | Jan Brueghel de Jonge 1601-1678                     | Jan Brueghel de Jonge 1601-1678                     |  |  | Anna Brueghel 1620-1656 | Anna Brueghel 1620-1656 | Anna Brueghel 1620-1656 | Anna Brueghel 1620-1656 | Anna Brueghel 1620-1656     | Anna Brueghel 1620-1656     |                             |                             | David Teniers II 1610-1690  | David Teniers II 1610-1690  | David Teniers II 1610-1690 | David Teniers II 1610-1690 | David Teniers II 1610-1690 | David Teniers II 1610-1690 |  |  | Abraham Teniers 1626-1670 | Abraham Teniers 1626-1670 | Abraham Teniers 1626-1670 | Abraham Teniers 1626-1670 | Abraham Teniers 1626-1670 | Abraham Teniers 1626-1670 |  |  |  |  |  |  |  |  |  |  |  |  |  |  |  |  |  |  |
| Ambrosius Brueghel 1617-1675                         | Ambrosius Brueghel 1617-1675                         | Ambrosius Brueghel 1617-1675                         | Ambrosius Brueghel 1617-1675                         | Ambrosius Brueghel 1617-1675                          | Ambrosius Brueghel 1617-1675                         |  |  | Jan Brueghel de Jonge 1601-1678                     | Jan Brueghel de Jonge 1601-1678                     | Jan Brueghel de Jonge 1601-1678                     | Jan Brueghel de Jonge 1601-1678                     | Jan Brueghel de Jonge 1601-1678                     | Jan Brueghel de Jonge 1601-1678                     |  |  | Anna Brueghel 1620-1656 | Anna Brueghel 1620-1656 | Anna Brueghel 1620-1656 | Anna Brueghel 1620-1656 | Anna Brueghel 1620-1656     | Anna Brueghel 1620-1656     |                             |                             | David Teniers II 1610-1690  | David Teniers II 1610-1690  | David Teniers II 1610-1690 | David Teniers II 1610-1690 | David Teniers II 1610-1690 | David Teniers II 1610-1690 |  |  | Abraham Teniers 1626-1670 | Abraham Teniers 1626-1670 | Abraham Teniers 1626-1670 | Abraham Teniers 1626-1670 | Abraham Teniers 1626-1670 | Abraham Teniers 1626-1670 |  |  |  |  |  |  |  |  |  |  |  |  |  |  |  |  |  |  |
|                                                      |                                                      |                                                      |                                                      |                                                       |                                                      |  |  |                                                     |                                                     |                                                     |                                                     |                                                     |                                                     |  |  |                         |                         |                         |                         |                             |                             |                             |                             |                             |                             |                            |                            |                            |                            |  |  |                           |                           |                           |                           |                           |                           |  |  |  |  |  |  |  |  |  |  |  |  |  |  |  |  |  |  |
|                                                      |                                                      |                                                      |                                                      |                                                       |                                                      |  |  | Abraham Brueghel 1631-1690                          | Abraham Brueghel 1631-1690                          | Abraham Brueghel 1631-1690                          | Abraham Brueghel 1631-1690                          | Abraham Brueghel 1631-1690                          | Abraham Brueghel 1631-1690                          |  |  |                         |                         |                         |                         | David Teniers III 1638-1685 | David Teniers III 1638-1685 | David Teniers III 1638-1685 | David Teniers III 1638-1685 | David Teniers III 1638-1685 | David Teniers III 1638-1685 |                            |                            |                            |                            |  |  |                           |                           |                           |                           |                           |                           |  |  |  |  |  |  |  |  |  |  |  |  |  |  |  |  |  |  |
|                                                      |                                                      |                                                      |                                                      |                                                       |                                                      |  |  | Abraham Brueghel 1631-1690                          | Abraham Brueghel 1631-1690                          | Abraham Brueghel 1631-1690                          | Abraham Brueghel 1631-1690                          | Abraham Brueghel 1631-1690                          | Abraham Brueghel 1631-1690                          |  |  |                         |                         |                         |                         | David Teniers III 1638-1685 | David Teniers III 1638-1685 | David Teniers III 1638-1685 | David Teniers III 1638-1685 | David Teniers III 1638-1685 | David Teniers III 1638-1685 |                            |                            |                            |                            |  |  |                           |                           |                           |                           |                           |                           |  |  |  |  |  |  |  |  |  |  |  |  |  |  |  |  |  |  |
|                                                      |                                                      |                                                      |                                                      |                                                       |                                                      |  |  |                                                     |                                                     |                                                     |                                                     |                                                     |                                                     |  |  |                         |                         |                         |                         | David Teniers IV 1672–1731  |                             |                             |                             |                             |                             |                            |                            |                            |                            |  |  |                           |                           |                           |                           |                           |                           |  |  |  |  |  |  |  |  |  |  |  |  |  |  |  |  |  |  |

- Auckland Art Gallery Toi o Tāmaki: 1818
- Bibsys: 90543270
- Biblioteca Nacional de España: XX1148611
- Bibliothèque nationale de France: cb121313636 (data)
- Biografisch Portaal: 21754771
- Stuttgart Database of Scientific Illustrators 1450–1950: 13060
- Gemeinsame Normdatei: 118907832
- International Standard Name Identifier: 0000 0000 8078 0545
- KulturNav: 804dbca3-85ee-4973-85f6-b0d04e919111
- Library of Congress Control Number: n79059287
- Nationale Bibliotheek van Letland: 000303503
- MusicBrainz: fa3518cf-5462-4516-b69a-10806ea57f9e
- National Gallery of Victoria: 1267
- Nationale Bibliotheek van Tsjechië: mzk2004228246
- Nationale bibliotheek van Australië: 35724369
- Nationale Bibliotheek van Israël: 987007279874705171
- Nationale Bibliotheek van Polen: a0000002645131
- Nederlandse Thesaurus van Auteursnamen: 068528760
- RKD-Nederlands Instituut voor Kunstgeschiedenis: 76786
- SNAC: w6ff42d2
- Système universitaire de documentation: 029758963
- Museum of New Zealand Te Papa Tongarewa: 2224
- Trove: 1059243
- Union List of Artist Names: 500001443
- Virtual International Authority File: 88765161
- WorldCat: E39PBJpDTTRJ43PQQDDTKjpkjC